# Botines (Texas)
Botines es un lugar designado por el censo ubicado en el condado de Webb en el estado estadounidense de Texas. En el Censo de 2010 tenía una población de 117 habitantes y una densidad poblacional de 23,76 personas por km².

## Geografía
Botines se encuentra ubicado en las coordenadas 27°46′19″N 99°27′26″O / 27.77194, -99.45722. Según la Oficina del Censo de los Estados Unidos, Botines tiene una superficie total de 4.92 km², de la cual 4.92 km² corresponden a tierra firme y (0%) 0 km² es agua.

## Demografía
Según el censo de 2010, había 117 personas residiendo en Botines. La densidad de población era de 23,76 hab./km². De los 117 habitantes, Botines estaba compuesto por el 96.58% blancos, el 0.85% eran afroamericanos, el 0% eran amerindios, el 1.71% eran asiáticos, el 0% eran isleños del Pacífico, el 0% eran de otras razas y el 0.85% pertenecían a dos o más razas. Del total de la población el 88.89% eran hispanos o latinos de cualquier raza.